# Oko dravce
Oko dravce (v anglickém originále Eagle Eye) je americký koprodukční film z roku 2008. Režisér D. J. Caruso jej natočil s Shiou LaBeoufem, Michelle Monaghanovou a Billym Bobem Thorntonem v hlavních rolích. V akčním sci-fi thrilleru hrají LaBeouf s Monaghanovou mladíka a matku-samoživitelku, jež oslovila anonymní volající a svedla je dohromady, aby realizovali plán, za nímž oba zpočátku jen tuší jakousi kyberteroristickou organizaci.

## Děj
Jerry Shaw (Shia LaBeouf) pracuje v kopírovacím centru a z výplaty sotva zaplatí nájem. Když však objeví na účtu 750 tisíc dolarů a v bytě tajemnou zásilku zbraní, stává se z něj terorista proti své vůli. Instrukce dostává od tajemného ženského hlasu z telefonu, který ho svede dohromady s podobně oslovenou matkou samoživitelkou Rachel Hollomanovou (Michelle Monaghanová). Její malý syn je zrovna ve vlaku do hlavního města Spojených států a neuposlechnutí by ho mohlo stát život. Stejným směrem, tedy do Washingtonu nakonec zavedou instrukce i ústřední dvojici. Cestou je navádí hlas z telefonu, ale i prakticky veškeré elektronicky řízené prostředky – od dopravních semaforů po letištní dopravníky zavazadel – i lidé, zjevně manipulovaní podobnými pohrůžkami.
V patách je jim agent FBI Tom Morgan (Billy Bob Thornton), zatímco vyšetřovatelka amerického letectva Zoë Perezová (Rosario Dawsonová) z jiného konce odhaluje, kdo je oním tajemným ženským hlasem. Jerryho právě zesnulý bratr-dvojče Ethan totiž nebyl v armádních službách jen na recepci, jak se Jerry domníval, nýbrž pracoval na tajném projektu ARIIA (v originále zkratka z Autonomous Reconnaissance Intelligence Integration Analyst). Ukazuje se, že supervýkonná umělá inteligence, sledující všechny elektronické kanály a vyhodnocující veškerá bezpečnostní rizika státu, dospěla ke zjištění, že hrozbu pro lid USA představuje sama její vláda. Rozhodla se proto k převzetí iniciativy, odstranila z cesty Ethana, který se jí v tom snažil zabránit, a nyní potřebuje jeho dvojče ke spuštění procesu. Rachel a její syn pak mají posloužit jako nevědomí realizátoři atentátu.

## Postavy a obsazení
| Shia LaBeouf         | Jerry Shaw a jeho dvojče Ethan Shaw              |
| Michelle Monaghanová | Rachel Hollomanová                               |
| Julianne Moore       | „neznámá žena“ aneb hlas umělé inteligence ARIIA |
| Rosario Dawsonová    | Zoë Perezová, vyšetřovatelka amerického letectva |
| Michael Chiklis      | George Callister, ministr obrany USA             |
| Anthony Mackie       | major William Bowman                             |
| Ethan Embry          | Toby Grant, agent FBI                            |
| Billy Bob Thornton   | Tom Morgan, agent FBI                            |
| Anthony Azizi        | Ranim Khalid                                     |
| Cameron Boyce        | Sam Holloman, syn Rachel                         |

## Přijetí
Film s rozpočtem 80 milionů dolarů dosáhl během premiérového víkendu v amerických kinech tržeb přes 29 milionů dolarů, což znamenalo více než dvojnásobek oproti v pořadí druhému filmu Nights in Rodanthe. Pro režiséra Carusa to byl dosud kasovně nejúspěšnější snímek, který nepřekonal ani předchozí thriller Disturbia, ani o tři roky pozdější superhrdinský snímek Jsem číslo čtyři.

### České recenze
| „                                                  | Z ničeho ve filmografii režiséra D.J. Carusa bych neočekával, že dokáže takhle dobře natočit tak výpravný a akční film, který nejenže je bezchybný z řemeslného hlediska (střih, triky, hudba imitující Zimmera atd…), ale díky hercům funguje i v pomalejších okamžicích. (…) Oko dravce je něco mezi Hitchcockem a Michaelem Bayem. A je to moc příjemné překvapení. | “ |
| — František Fuka, FFFilm.name 20. září 2008: 100 % | |   |

| „                                        | Kýžený efekt vyvolání pocitu všudypřítomného strachu a napětí je bohužel poněkud snížen tím, že jediné, co je divákům zakázáno, je myslet (natož hledat logiku v ději). (…) Nicméně komu tohle nepřekáží, ten užije množství honiček včetně automobilových, doslova ohňostroj pyrotechnických kouzel, vytřeštěných zraků Shii LaBeoufa i Michelle Monaghanové, jako vždy příjemného Billyho Boba Thortona v roli vyšetřovatele, který sám o sobě zaujme víc než ústřední dvojice. | “ |
| — Věra Míšková, Novinky.cz 2. října 2008 | |   |

| „                                               | Thriller Oko dravce až na pár akčních okamžiků přináší jen to, co známe i v lepší podobě: ohrožení ve stylu „Velký bratr vidí všechno“ z filmů Nepřítel státu či Minority Report a řešení zápletky dokonce od klasika sci-fi Isaaca Asimova. Z propojení obou opsaných prvků vznikl nepůvodní, ale řemeslně slušný žánrový kousek, jejž by na sedmdesátiprocentní hodnocení vytáhli dva herci, Shia LaBeouf coby výrostek vláčený událostmi a Billy Bob Thornton v roli agenta FBI. (…) V druhé půli se děj nastavuje čistě mechanickou akcí, ač pointu tvůrci už dávno prozradili. (…) Ale i tak by Oko dravce v rámci žánru pořád ještě drželo mírný nadprůměr – kdyby mu dovětky s projevy a metály nesrazily dalších deset procent. Zbytečně. | “ |
| — Mirka Spáčilová, iDNES.cz 3. října 2008: 60 % | |   |

| „                                                   | Caruso, poučen na režijním stylu Michaela Baye a Tonyho Scotta, servíruje nabušenou jízdu, v níž akce střídá akci, jen občas si dopřávající oddechových momentů, v nichž se dolují emoce. Děj prudce pádí vpřed, napěchován efektními a dobře nasnímanými dynamickými scénami. Díky rychlému střihu snadno zapomenete na klišé i skutečnosti, popírající zákony kinetiky. Čím víc necháte při intenzivní adrenalinové náloži odpočívat mozek, tím lépe si film užijete. | “ |
| — Marek Čech, AVmania.cz 6. října 2008: 7 z 10 bodů | |   |